# 3668 Ilfpetrov
3668 Ilfpetrov è un asteroide della fascia principale. Scoperto nel 1982, presenta un'orbita caratterizzata da un semiasse maggiore pari a 2,1884078 UA e da un'eccentricità di 0,1034243, inclinata di 3,07378° rispetto all'eclittica.